# Paraguays Billie Jean King Cup-lag
Paraguays Billie Jean King Cup-lag representerar Paraguay i tennisturneringen Billie Jean King Cup, och kontrolleras av Paraguays tennisförbund.

## Historik
Paraguay deltog första gången 1991. Laget har som bäst kvalat till elitdivisionen, vilket man gjorde 1995.